# Omochyseus
Omochyseus es un género de escarabajos de la familia Buprestidae.

## Especies
- Omochyseus omocyrius (Thomson, 1879)
- Omochyseus terminalis Waterhouse, 1887